# Ана Симић (глумица, 1965)
Ана Симић (Београд, 9. август 1965) српска је филмска и позоришна глумица.

## Биографија
Ана Симић рођена је 9. августа 1965. године у Београду. Тамо је завршила основну школу и два разреда Гимназије и била члан омладинског драмског студија РТБ. Као најмлађи студент уписала је и дипломирала на Факултету драмских умјетности у класи проф. Миње Дедића. Свој први ангажман добила је у Народном позоришту у Ужицу. Од 1997. године стални је члан позоришта на Теразијама. Има сина Давида.

## Филмографија
| Год.     | Назив                       | Улога          |
| -------- | --------------------------- | -------------- |
| 1980.-те |                             |                |
| 1982.    | Тесна кожа                  | Дачићева       |
| 1985.    | Није лако са мушкарцима     | Ана            |
| 1987.    | Бољи живот                  | Мики           |
| 1989.    | Шведски аранжман            |                |
| 1990.-те |                             |                |
| 1996.    | Мали кућни графити (серија) | Зага           |
| 1998.    | Канал мимо                  | Украјинка      |
| 1998.    | Британски гамбит            | Мод            |
| 1998.    | Краљевски гамбит            |                |
| 1998.    | Не мирише више цвеће        | Лела           |
| 2000.-те |                             |                |
| 2008.    | Чарлстон за Огњенку         | жена са пушком |

## Гласовне улоге
| Година     | Наслов                                      | Улога                      |
| ---------- | ------------------------------------------- | -------------------------- |
| 2018.      | Тандерменови                                | Бака Тандермен             |
| 2018.      | Ригл акедеми                                | Снежна краљица             |
| 2018.      | Мистерија породице Хантер                   | Гертруда                   |
| 2018.      | Ухвати Ејса!                                | Хилда Кринкл               |
| 2018.      | Хеј, Арнолде! Закон џунгле                  | Миријам Патаки             |
| 2018.      | Чета витезова                               | Вишња                      |
| 2018.      | Хенри Опасност                              | Френ, Пајпер из будућности |
| 2018-2019. | Миракулус: Авантуре Бубамаре и Црног Мачора | Сабина Ченг, Ђина Дупан    |
| 2019.      | Нубови                                      | Фелипа                     |
| 2019.      | Срећко                                      | Гђа Дорис                  |
| 2019.      | Лего: Градска посла                         | Мери Синклер (С1)          |
| 2019.      | Сунђер Бобова велика рођенданска журка      | Маргарет Коцкалоне         |
| 2019.      | Алвин и веверице (ТВ серија из 2015)        | Др Шарп                    |
| 2020.      | Прстохват магије                            | Мама Пи (С1-С2Е14)         |